# Detlev Meyer

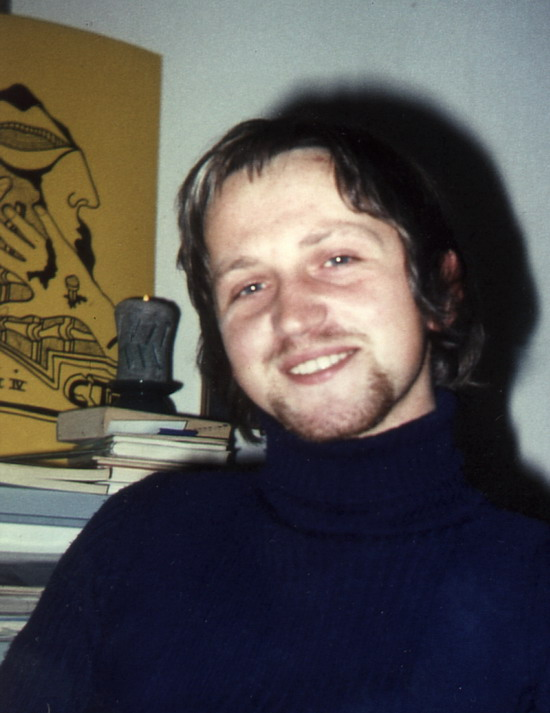
Detlev Meyer (Anfang der 1970er)

Detlev Meyer (* 12. Februar 1948 in Berlin; † 30. Oktober 1999 ebenda) war ein deutscher Schriftsteller und Dichter.

## Leben
Meyer studierte Bibliotheks- und Informationswissenschaften in Berlin und Cleveland, war Bibliothekar in Toronto und Entwicklungshelfer in Jamaika. Er war P.E.N.-Mitglied und erhielt zahlreiche Literaturstipendien.
Detlev Meyer war einer der wenigen offen schwulen Autoren in Deutschland. Seine Themen waren das Leben in und mit der Szene sowie die Bedrohung durch AIDS, der Krankheit, deren Folgen er selbst am Ende erlag. Er blieb aber kein „Autor der Szene“, sondern fand weit darüber hinaus ein Publikum, wurde in den Literaturabteilungen von FAZ und Die Zeit besprochen und galt als „einziger Dandy der deutschen Gegenwartsliteratur.“ (DIE ZEIT) Bekannt wurde er durch die Biographie der Bestürzung mit den Teilen Im Dampfbad greift nach mir ein Engel, David steigt aufs Riesenrad und Ein letzter Dank den Leichtathleten (1985 bis 1989). Sein letztes Werk Das Sonnenkind, ein autobiographisch gefärbter Kindheitsroman im Berlin der 1950er und 1960er Jahre, erschien postum 2001. 2018 erfolgte eine Neuveröffentlichung, ergänzt um ein Nachwort von Matthias Frings.

## Werk
Lyrik:

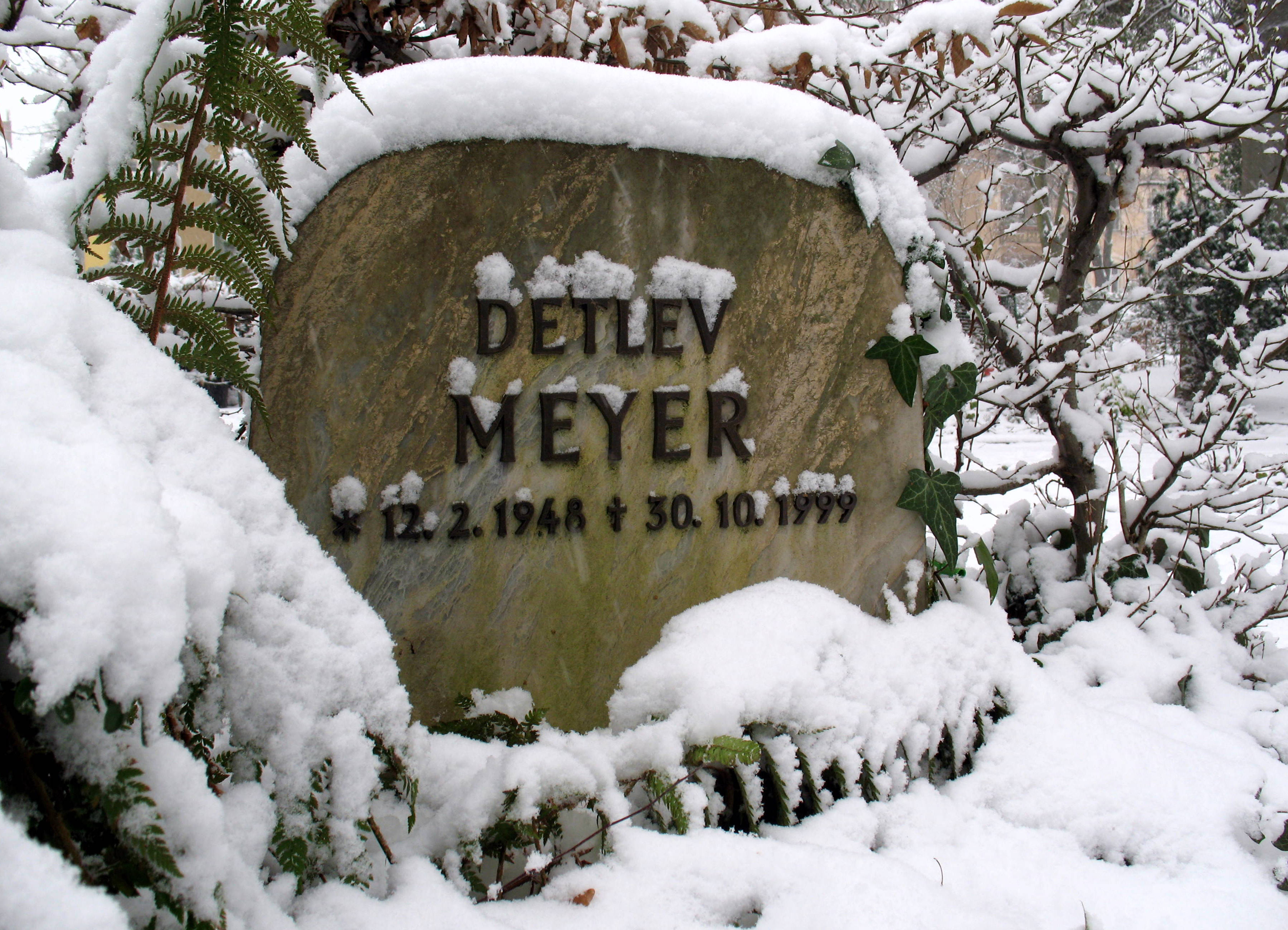
Grabstein auf dem Friedhof Schöneberg III, Abt. 20 – 21

- Heute nacht im Dschungel. 50 Gedichte. Oberbaumverlag, Berlin 1981, ISBN 3-87628-192-X.
- Stehen Männer an den Grachten. Fünfzig Gedichte. Verlag Eremiten-Presse, Düsseldorf 1990, ISBN 3-87365-254-4.
- Versprechen eines Wundertäters. Fünfzig Gedichte. MännerschwarmSkript-Verlag, Hamburg 1993, ISBN 3-928983-13-X.
- Stern in Sicht. Gedichte. MännerschwarmSkript-Verlag, Hamburg 1998, ISBN 3-928983-62-8.
- Korrekte Anmache. Liebesgedichte. MännerschwarmSkript-Verlag, Hamburg 2004, ISBN 3-935596-61-8. (Auswahl aus den vier Gedichtbänden sowie zwei unveröffentlichte Gedichte aus dem Nachlass)

Romane:
- Biographie der Bestürzung (Trilogie):
  - Band 1: Im Dampfbad greift nach mir ein Engel. Verlag Eremiten-Presse, Düsseldorf 1985, ISBN 3-87365-216-1.
  - Band 2: David steigt aufs Riesenrad. Verlag Eremiten-Presse, Düsseldorf 1987, ISBN 3-87365-231-5.
  - Band 3: Ein letzter Dank den Leichtathleten. Verlag Eremiten-Presse, Düsseldorf 1989, ISBN 3-87365-247-1.
- In meiner Seele ist schon Herbst. Eine Gymnasiastenliebe. MännerschwarmSkript-Verlag, Hamburg 1995, ISBN 3-928983-33-4.
- Das Sonnenkind. Aufbau-Verlag, Berlin 2001, ISBN 3-351-02900-4. (Neuausgabe 2018)

Feuilletons und Kurzprosa:
- Teure Freunde. Zehn Porträts. Verlag Eremiten-Presse, Düsseldorf 1993, ISBN 3-87365-283-8.
- Die PC-Hure und der Sultan. Geschichten 1986 bis 1996. MännerschwarmSkript-Verlag, Hamburg 1996, ISBN 3-928983-41-5.
- Sind Sie das Fräulein Riefenstahl? Kurze Prosa. Verlag Eremiten-Presse, Düsseldorf 1997, ISBN 3-87365-310-9.